# Transenna

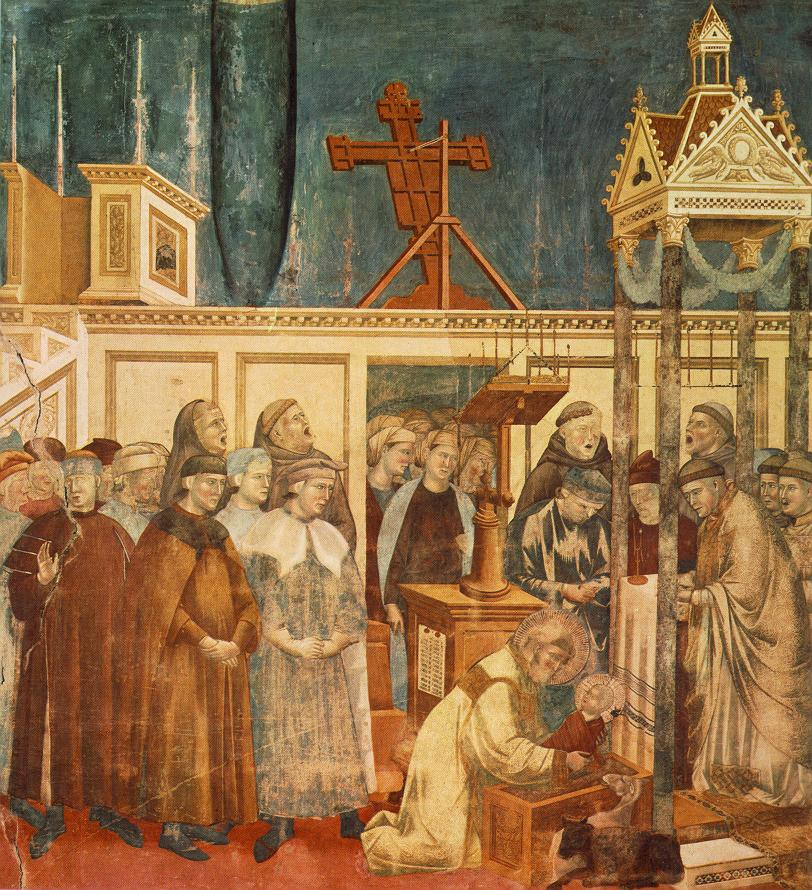
Il Presepe di Greccio, affresco della basilica Superiore di Assisi. Si nota la transenna (vista dalla parte del presbiterio) come doveva apparire all'epoca in ogni chiesa cristiana

In architettura, la transenna è una lastra di pietra o di bronzo, traforata con disegni ornamentali, utilizzata per isolare spazi riservati all'interno o all'esterno degli edifici. Può essere usata anche come chiusura di finestre. 

## Architettura cristiana
Nell'architettura delle chiese la transenna separava normalmente il presbiterio (area destinata ai religiosi) dalla navata (area destinata ai laici), almeno fino al Concilio di Trento, quando nuove disposizioni previdero la rimozione delle transenne che separavano i presbiteri dai fedeli. Nell'occasione andarono smembrate o distrutte la maggior parte delle transenne, che spesso erano decorate da rilievi, intarsi marmorei e trafori, salvandosi solo in alcuni casi particolari. Un esempio è la transenna marmorea all'interno della Cappella Sistina, opera di Mino da Fiesole.
Spesso alla transenna era appoggiato il pulpito per le sacre letture e le omelie.